# Elizabeth Copes
Elizabeth Carina Copes (ur. 4 października 1976) – argentyńska judoczka. Olimpijka z Aten 2004, gdzie odpadła w eliminacjach w wadze średniej.
Uczestniczka mistrzostw świata w 2003, 2005 i 2007. Startowała w Pucharze Świata w 2004 i 2005. Brązowa medalistka igrzysk panamerykańskich w 2003 i siódma w 1999. Zdobyła pięć medali mistrzostw panamerykańskich w latach 1996 – 2005. Trzykrotna medalistka mistrzostw Ameryki Południowej.

## Letnie Igrzyska Olimpijskie 2004
| Konkurencja | Eliminacje                | Eliminacje          | Repasaże               | Klas. końcowa |
| Konkurencja | Przeciwnik I              | 1/4                 | Przeciwnik I           | Miejsce       |
| ----------- | ------------------------- | ------------------- | ---------------------- | ------------- |
| 70 kg       | Aleksia Kurtelesi (GRE) Z | Edith Bosch (NED) P | Cecilia Blanco (ESP) P | III runda.    |